# Pilota d'Or 1990
El premi Pilota d'Or 1990, atorgat al millor futbolista europeu de l'any, a criteri d'un panell de periodistes esportius d'arreu dels territoris membres de la UEFA, fou entregat a Lothar Matthäus el 25 de desembre de 1990.

## Classificació
| Posició | Nom                   | Club                                           | Nacionalitat        | Punts |
| 1       | Lothar Matthäus       | Inter de Milà                                  | Alemanya            | 137   |
| 2       | Salvatore Schillaci   | Juventus FC                                    | Itàlia              | 84    |
| 3       | Andreas Brehme        | Inter de Milà                                  | Alemanya            | 68    |
| 4       | Paul Gascoigne        | Tottenham Hotspur FC                           | Anglaterra          | 43    |
| 5       | Franco Baresi         | AC Milan                                       | Itàlia              | 37    |
| 6       | Enzo Scifo            | AJ Auxerre                                     | Bèlgica             | 12    |
| 6       | Jürgen Klinsmann      | Inter de Milà                                  | Alemanya            | 12    |
| 8       | Roberto Baggio        | ACF Fiorentina Juventus FC                     | Itàlia              | 8     |
| 9       | Frank Rijkaard        | AC Milan                                       | Països Baixos       | 7     |
| 10      | Guido Buchwald        | VfB Stuttgart                                  | Alemanya            | 6     |
| 11      | Jean-Pierre Papin     | Olympique de Marsella                          | França              | 3     |
| 12      | Rafael Martín Vázquez | Reial Madrid Torino FC                         | Espanya             | 2     |
| 12      | Paul McGrath          | Aston Villa FC                                 | República d'Irlanda | 2     |
| 12      | Robert Prosinečki     | Estrella Roja de Belgrad                       | Iugoslàvia          | 2     |
| 12      | Des Walker            | Nottingham Forest FC                           | Anglaterra          | 2     |
| 12      | Walter Zenga          | Inter de Milà                                  | Itàlia              | 2     |
| 12      | Dragan Stojković      | Estrella Roja de Belgrad Olympique de Marsella | Iugoslàvia          | 2     |
| 18      | John Barnes           | Liverpool FC                                   | Anglaterra          | 1     |
| 18      | Michael Laudrup       | FC Barcelona                                   | Dinamarca           | 1     |
| 18      | Gary Lineker          | Tottenham Hotspur FC                           | Anglaterra          | 1     |
| 18      | David Platt           | Aston Villa FC                                 | Anglaterra          | 1     |
| 18      | Rudi Völler           | AS Roma                                        | Alemanya            | 1     |
| 18      | Chris Waddle          | Olympique de Marsella                          | Anglaterra          | 1     |